# Allium lojaconoi
Allium lojaconoi là một loài thực vật có hoa trong họ Amaryllidaceae. Loài này được Brullo, Lanfr. & Pavone mô tả khoa học đầu tiên năm 1982.

## Hình ảnh

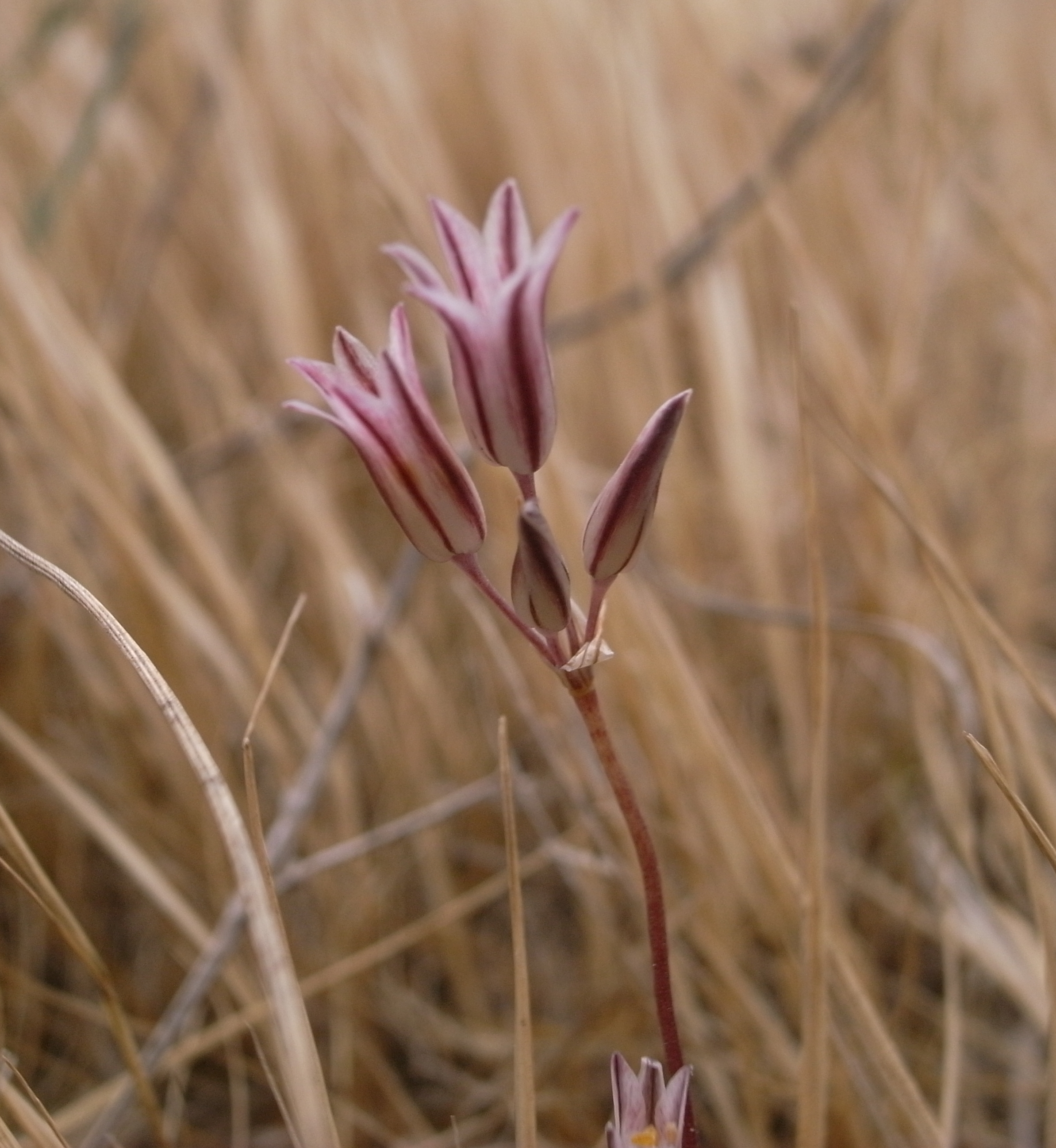
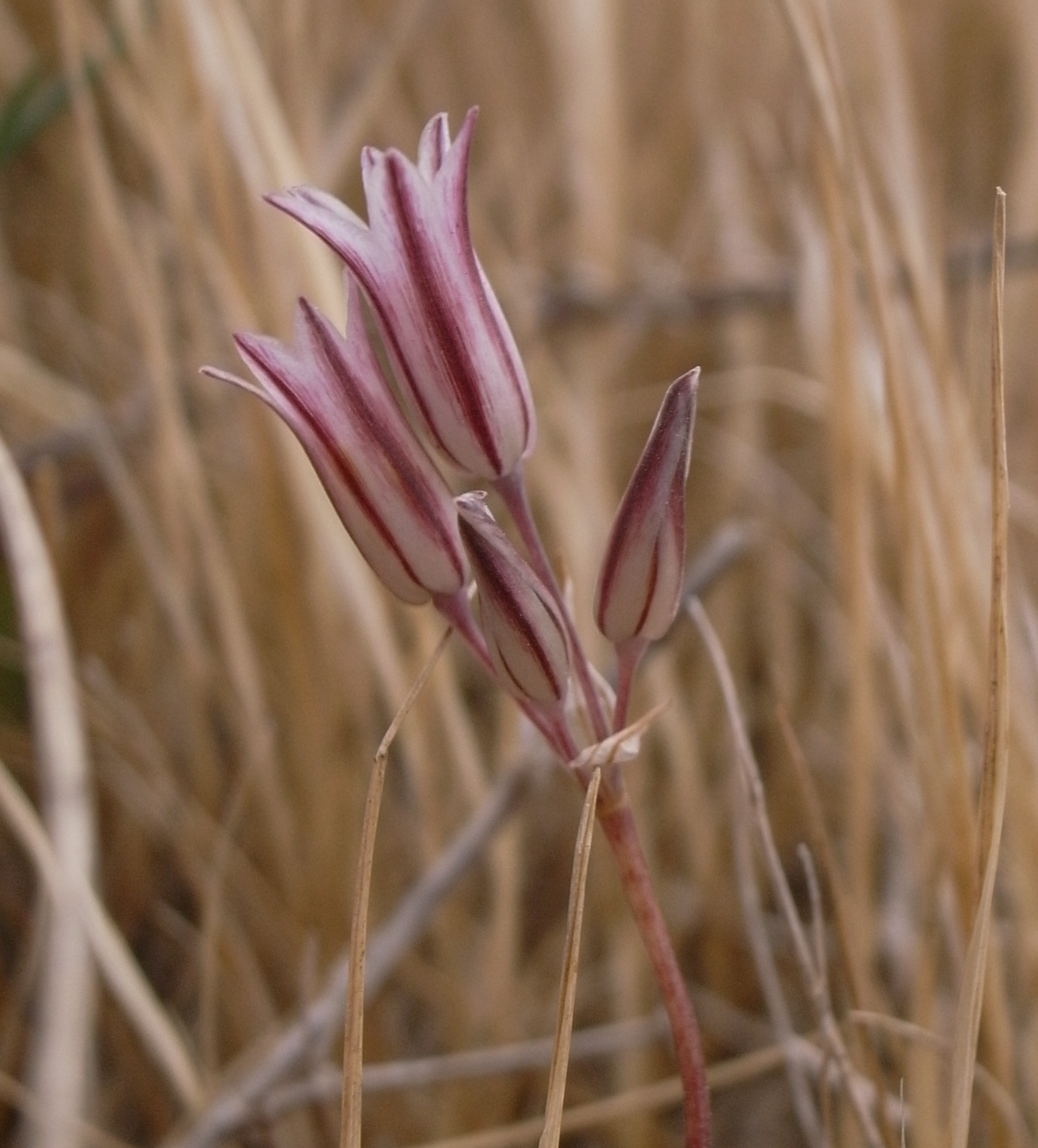
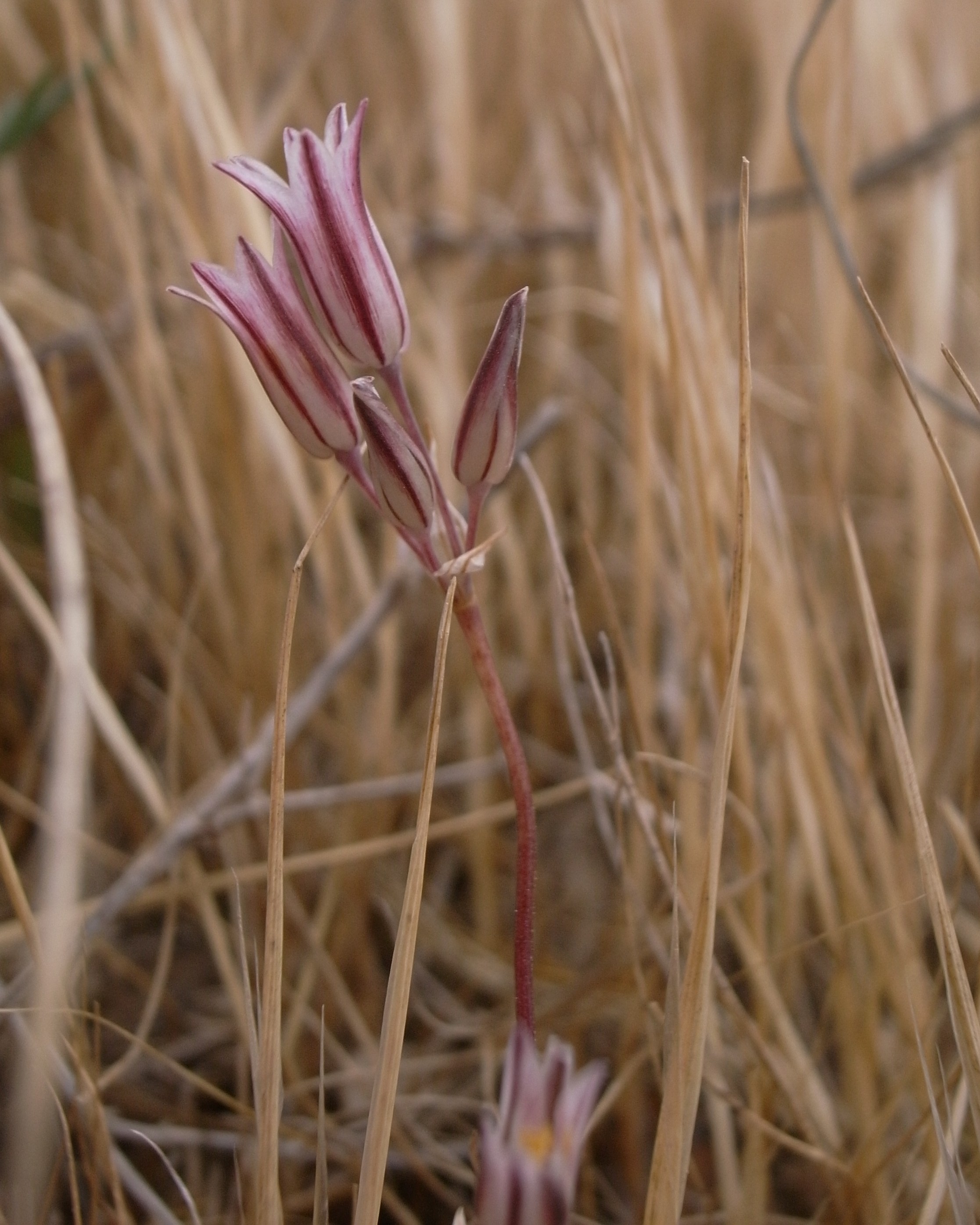
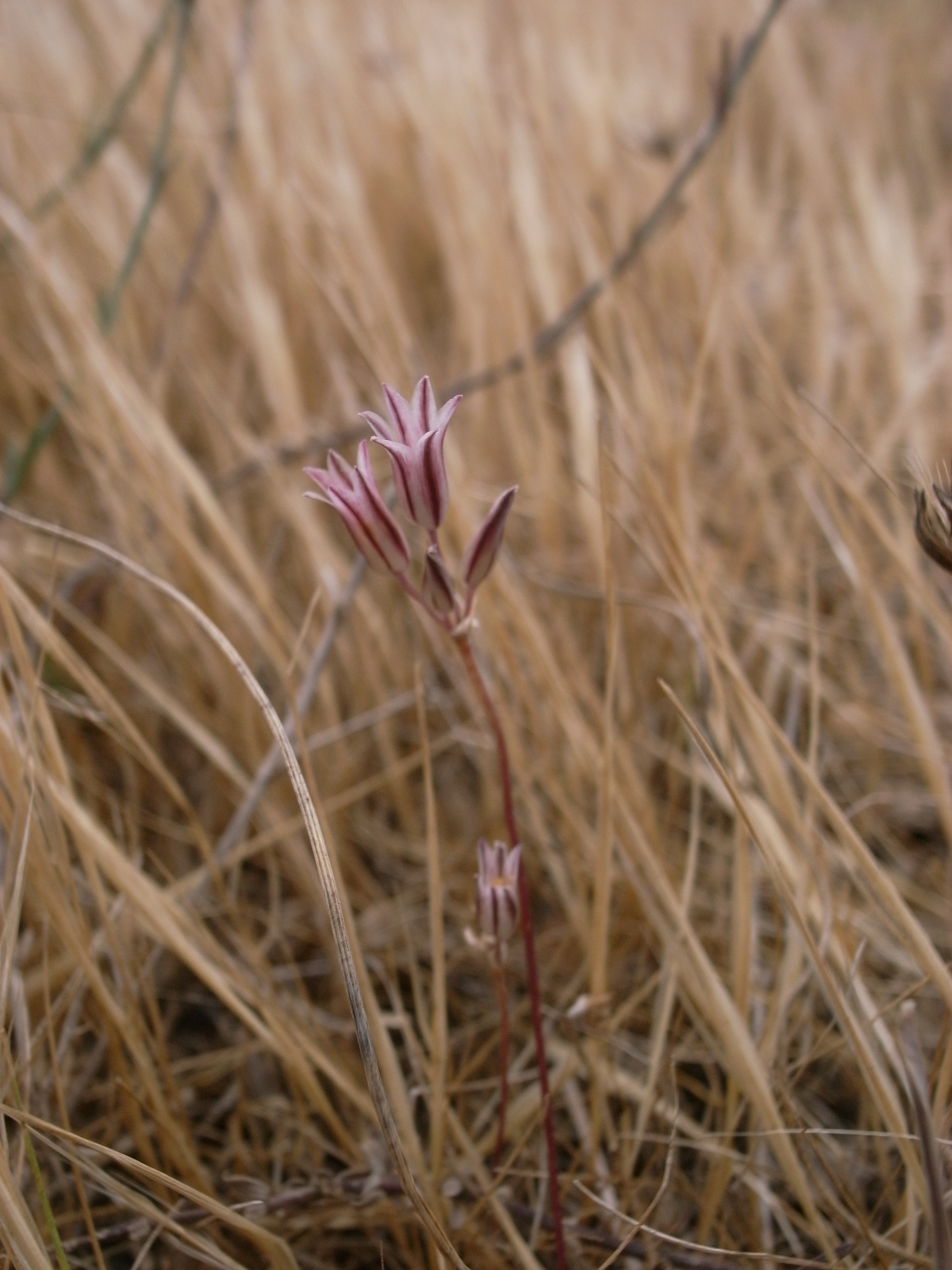